# ルイ・ポール・カイユテ

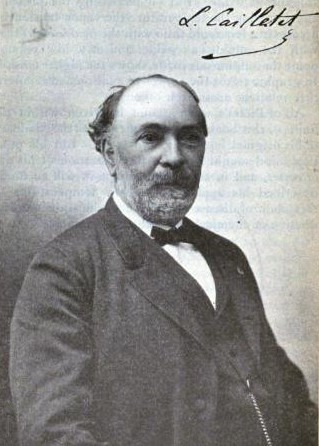
Louis Paul Cailletet

ルイ・ポール・カイユテ（Louis Paul Cailletet、1832年9月21日 – 1913年1月5日）はフランスの物理学者、発明家である。1877年に断熱膨張による低温化により気体の液化に成功した。
ブルゴーニュのシャティヨン＝シュル＝セーヌに生まれた。パリ国立高等鉱業学校で学んだ後、父親の鉄工所で働き、実験室を作った。気体の圧縮性に興味を持ち1877年に高圧をかけた気体を膨張させることによって温度を低下させる方法で二酸化窒素の液化に成功し、同じ年に液化酸素の液化に成功した。気体の液化は同じ1877年にスイスのラウール・ピクテも高圧をかける方法で成功している。この業績でカイユテとピクテは1878年にデービーメダルを受賞した。カイユテは1884年に科学アカデミーの会員になった。小惑星(13219)カイユテ (Cailletet)に命名された。